# Karaita judaizmus

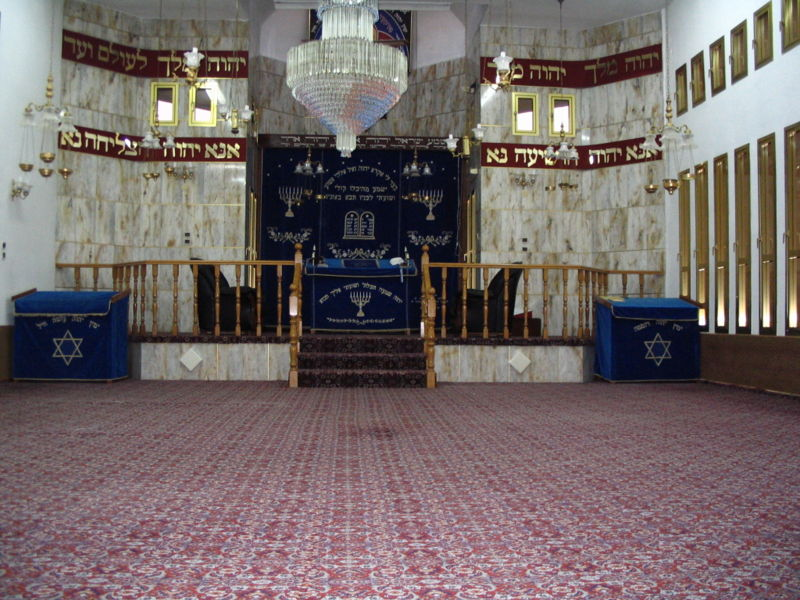

A karaita judaizmus a zsidó valláson belüli mozgalom. A legmeghatározóbb jellemzője, hogy Szentírásként csak a Tanakhot fogadja el, elutasítja, hogy a Misna és Talmud előírásait – azaz az úgynevezett szóbeli tant – a halakha (a kötelezően alkalmazott zsidó törvények, előírások és szokások gyűjteménye) része volna.
A „karaita" szó a  קָרָאִים  [kárá'im] héber szóból származik, jelentése: „olvasók" vagy „akik olvassák (az írásokat)”. Ez egy ragadványnév, amely azért maradt meg, hogy elkülönüljenek a rabbinizmus híveitől.
Az írások értelmezésekor csupán a szövegekre koncentrálnak és szó szerint értik azokat. Modern korunkban az irányzat hívei külön szervezetet alkotnak. Körülbelül 30 000 karaita él a Földön, háromnegyedük Izraelben (Berseba, Ramla és Asdód városokban). Korábban a népesség nagyobb hányadát tették ki.[forrás?]

## Karaita hitnézetek

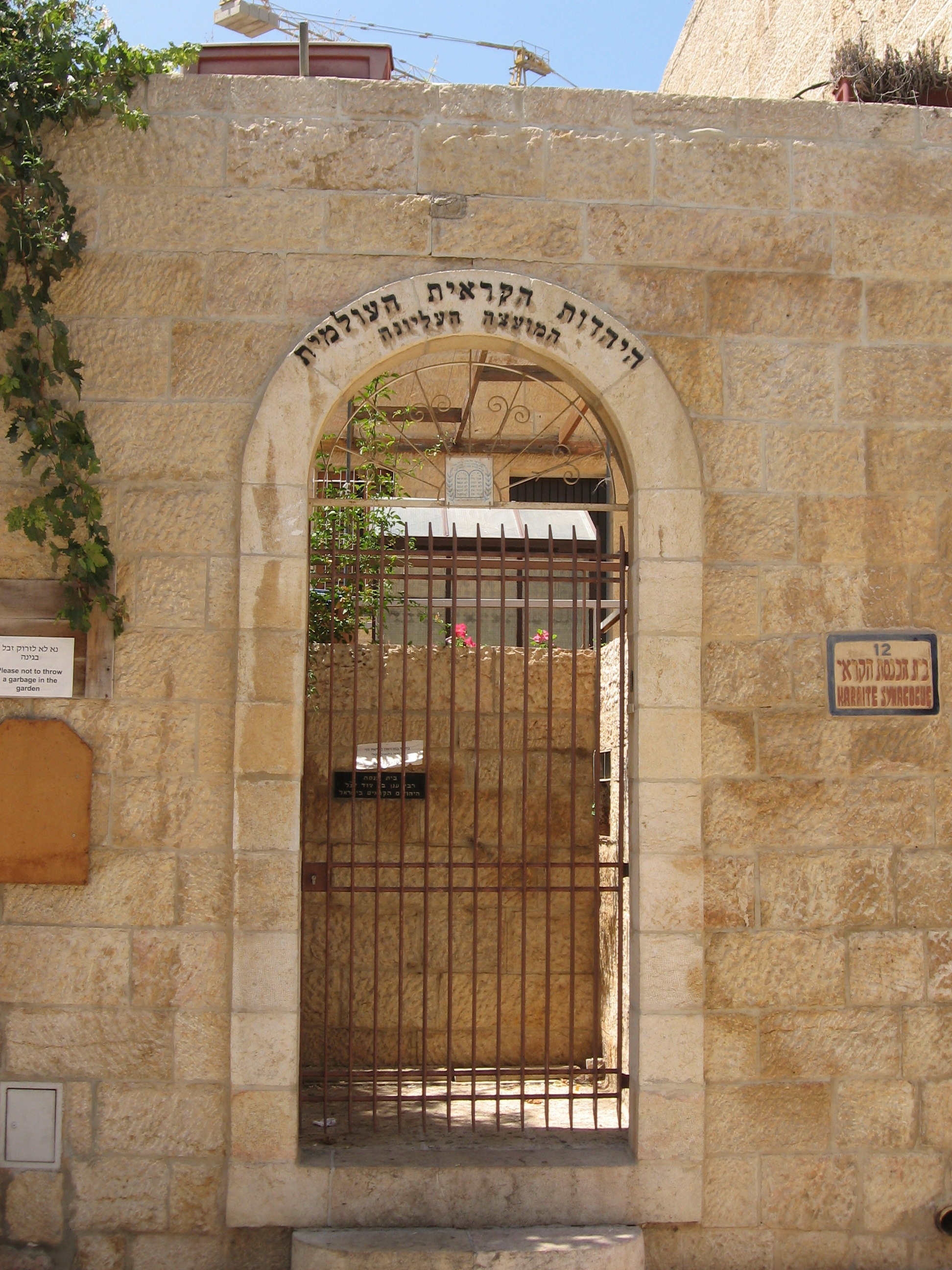
Karaita zsinagóga Jeruzsálemben.

- Hisznek egy egyedüli, örökké létező Istenben.
- Isten Világegyetem teremtője.
- Ő adta a Tanakhot az emberi nemnek Mózesen és a prófétákon keresztül.
- Hisznek az isteni ígéretben, amely szerint eljön a Messiás.
- Hisznek a feltámadásban.

### Misna
A karaiták elutasítják a Misna könyveit a következőket állítva:
- Ha a Misna szóbelileg adatott, akkor hogyan lenne szabad leírni?
- A Misna néhány állítása ellentmond más állításainak.
- A Misna nem írja, hogy melyik a helyes vélemény, hozzáállás.
- Vitatják, hogy Mózes kapta ezeket a szóbeli törvényeket.
- Miért nem írja a Misna, hogy Mózes írta?

### Tóra-értelmezésük
Több karaita szerző próbálta értelmezni, de úgy gondolják, hogy mára a legtöbb könyv elveszett. Azonban kialakult és fennmaradt a karaita halakha.
Azt állítják, hogy a Talmud és a rabbinikus írások felülírják a Tórát, a zsidó családokban sok a Tórával ellentétes hagyomány és hogy ezeket a Tórát magyarázó, kiegészítő írásokat sokszor csak a szokás ihlette.
A saját hagyomány-, szertartás- és szokásrendszerüket (Sével ha-jerusa) az egyiptomi karaitáktól, a vezető karaita személyiségektől származtatják, s azt állítják, hogy mindent kiszórtak belőle, ami a Tóra szó szerinti értelmezésével ellentmond.
Sok kis elszórtan elhelyezkedő és igen zárt és elszigetelt közösségekben élnek, hatást gyakorol rájuk az őket körülvevő kultúra is, így a különböző közösségekben különböző szokások is uralkodnak. Többen csatlakoztak a Nehemia Gordon és Meir Rekhavi által alapított World Karaite Movement nevű szervezethez, amely megpróbálja egységesíteni a hittételeket.

#### Időszámítás
A karaiták a Hold változását figyelik, hogy meghatározzák a hónapok kezdetét. Az évek kezdetét az árpa növekedéséből állapítják meg (Aviv hónap), ezt a számítást a Kivonulás előtti járványig vezetik vissza, azonban az 1990-es évek előtt ők is a rabbinikus II. Hillél-féle diaszpóra-naptárat használták.[forrás?]

#### Szombat
A nyugalom napját ők is megtartják, ezen a napon Istent imádják és imádságokat mutatnak be. A legtöbb karaita elveti a szexuális kapcsolatot ezen a napon. Ezen a napon tartózkodnak a mesterséges fényektől is. Nem végzik el a sábát bevezetőjeként tartott rabbinikus gyertyagyújtó szertartást sem.

#### Szemlélőrojtok

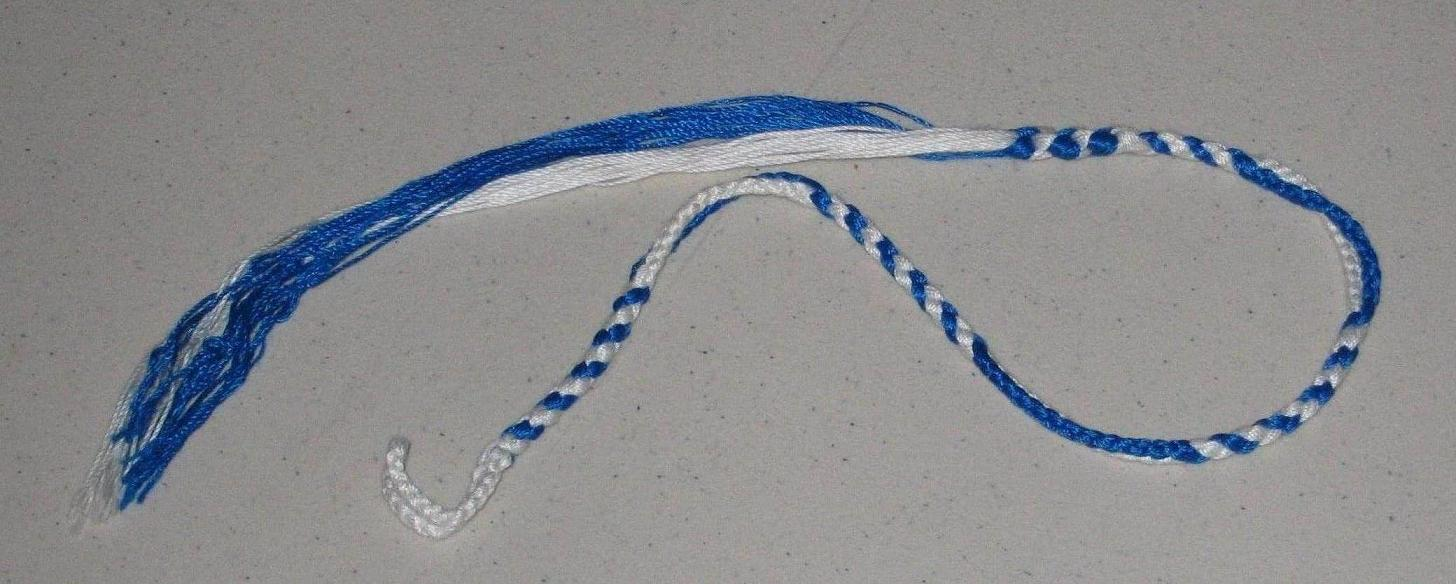
Egy karaita Tzitzit kék fonatokkal

Kék-fonatos cícít-et (tehélet) viselnek, s úgy gondolják, nem lényeges a festék elkészítésének a módja, csak a szín. A rabbinikus vádakkal ellentétben nem használják díszként a falaikra felfüggesztve.

#### Tefillin
A karaiták a tefillin semmilyen változatát nem viselik. Az 5 Mózes 6:6.8 verseket metaforikusnak vélik. (Károli fordításában: „És ez ígék, a melyeket e mai napon parancsolok néked, legyenek a te szívedben.... És kössed azokat a te kezedre jegyül, és legyenek homlokkötőül a te szemeid között.”)

#### Mezuza
A mezuza használatát sem fogadják el kötelezőnek, a Tóra ezen parancsát is metaforikusnak mondják, azonban sokan mégis kiteszik otthonaikban a Tízparancsolat díszes másolatát.

## A karaiták története
A IX. században Anan ben David és követői egyesítettek több szektát ), de később több Anan-ellenes szekta vált ki a mozgalomból.
A rabbinikus hagyományokat képviselő Szaadja gaon és a karaiták hitvitájának eredménye az lett, hogy mélyült a szakadék a két irányzat között.

### Philón, szadduceusok és a karaiták
A szadduceus és a karaita halakha összehasonlításakor Abraham Geiger szoros kapcsolatot fedezett fel az irányzatok között, azonban Dr. Bernard Revel rabbi a disszertációjában vitatja a bizonyítékait. Dr. Bernard alexandriai Philón teológiáját vélte a karaita halakhában felfedezni, mivel az egyik X. századi karaita írás hivatkozik Philónra.

### A karaitizmus fénykora
A 10. és 11. században nagy számú karaita írás keletkezett és terjedt el az iszlám világban. Ekkorra a karaita közösségek megerősödtek és függetlenedtek a rabbinikus hagyományoktól és fennhatóságtól, megvetették a lábukat sok városban, s Ramlában elindítottak egy jesivát[forrás?]. Karaita személyek magas társadalmi pozíciókat töltöttek be a muszlim világban – adószedők, orvosok, hivatalnokok, egyiptomi bíróságok tisztjei.
Salo Wittmayer Baron történész szerint volt idő, amikor a karaiták tehették ki a zsidó közösségek akár tíz százalékát is, és gyakoriak voltak a nyitott hitviták a karaita és rabbinikus vezetők között. Szaadja gaon tevékenysége következtében azonban mélyült a szakadék a rabbinikus és karaita közösségek között.

### Kavarok karaita kapcsolata
Létezik egy kazáriai rovással készült felirat a 10. sz.-ból, amelynek neve: Alsószentmihályi rovásfelirat (Alsószentmihály, Erdély), amelyről már a 90-es években megállapította Vékony Gábor régész, hogy egy karaita zsidó vallásra áttért kavar (vagyis a kazár kagán ellen fellázadt és később a magyarokhoz csatlakozott) vezető felirata.

### Orosz karaiták
A 18. század során sok nézetük terjedt el más kultúrákban, így kevésbé érintette őket az antiszemitizmus.
Avraham Firkovich segítette a nézetek terjedését mondván, hogy a bibliai Izrael elpusztult tíz törzsének maradéka az orosz területekre menekült és ott telepedett le. Sok zsidó kazár eredetűnek vallotta magát, amiből az következett, hogy nem volt szükséges a karaita judaizmushoz való betéréshez a zsidó származás és az orosz cár sem vádolhatta így őket Jézus megöletésével.
A rabbinizmussal való ellentétük miatt a nácik sem üldözték őket.[forrás?]
A korábban a cári titkosrendőrség, később pedig a nácikkal való, a rabbinikus zsidósághoz képest kevésbé rossz kapcsolataik miatt számos, nem teljesen alaptalan kritika érte és éri őket mind a mai napig a rabbinikus zsidóság részéről.

### Krími és litván karaiták

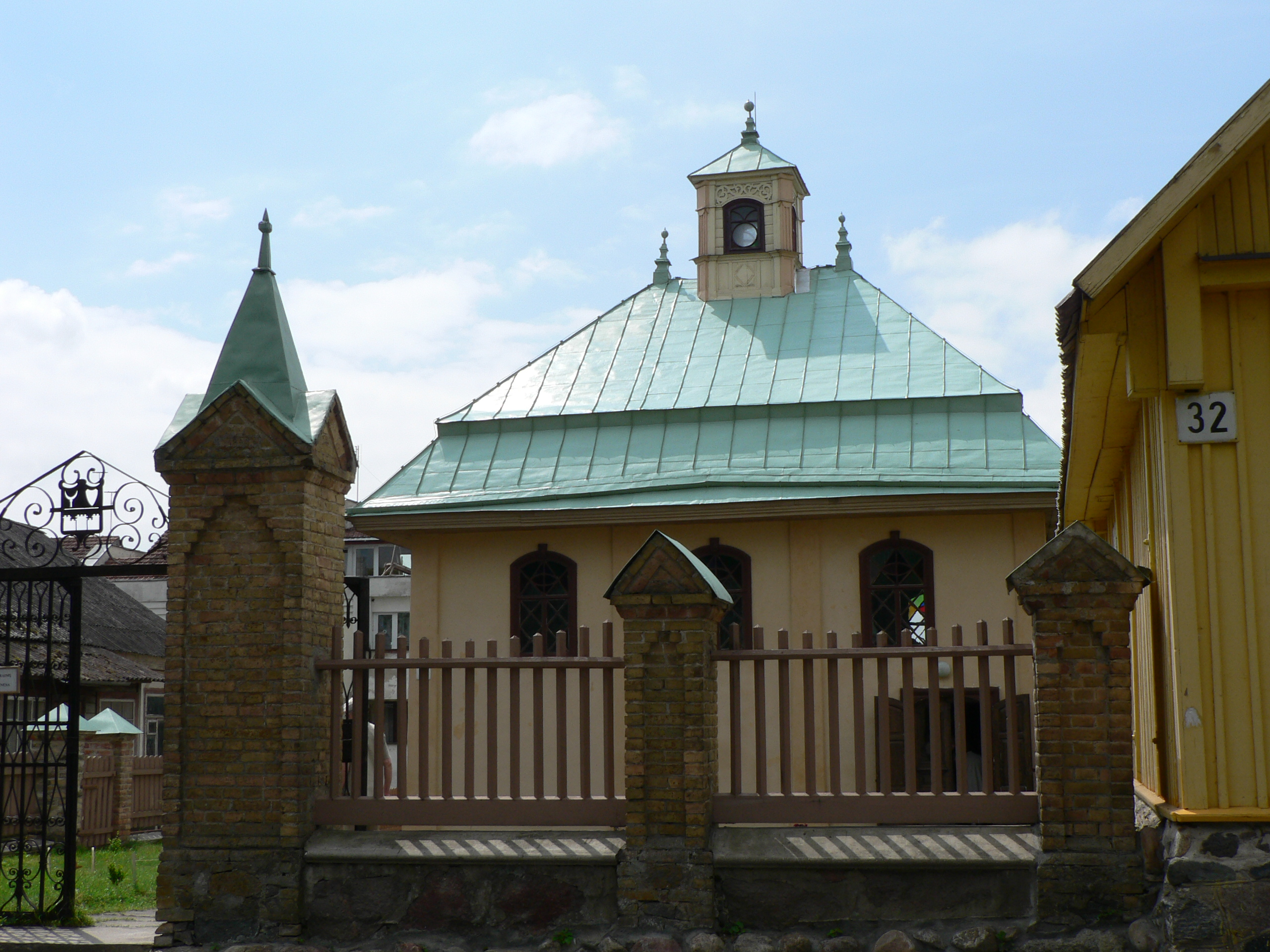
Karaim kenesa Trakai-ban.

Közösségek alakultak a török krími területeken is, melyek felvettek helyi szokásokat és kialakították a karaim nyelvet.
Nagy Vytautas litván nagyfejedelem néhány száz karaitát hívott meg a Krím-félszigetről és telepített le 1397-körül a litván Trakai környékére. Néhány kis közösség a mai napig fennmaradt, megőrizték nyelvüket, szokásaikat. Hagyományos ételük a kybynai, amely egy húsos tészta. A házaikon három ablak van: egy az Istennek, egy a családnak, s egy Vytautasnak. 

### Spanyol karaiták
A 11. századra a karaiták Spanyolországban számottevő erővé váltak, azonban magas rangú, a rabbinikus hagyományok talaján álló ellenfeleik – például Joseph Ferrizuel – végül rávették a spanyol uralkodót, hogy üldöztesse és utasítsa ki őket. Todros Halevi rabbi és Joseph ibn Alfakhar nagy számú karaita kitelepítését hajtották végre.

### Modern karaiták

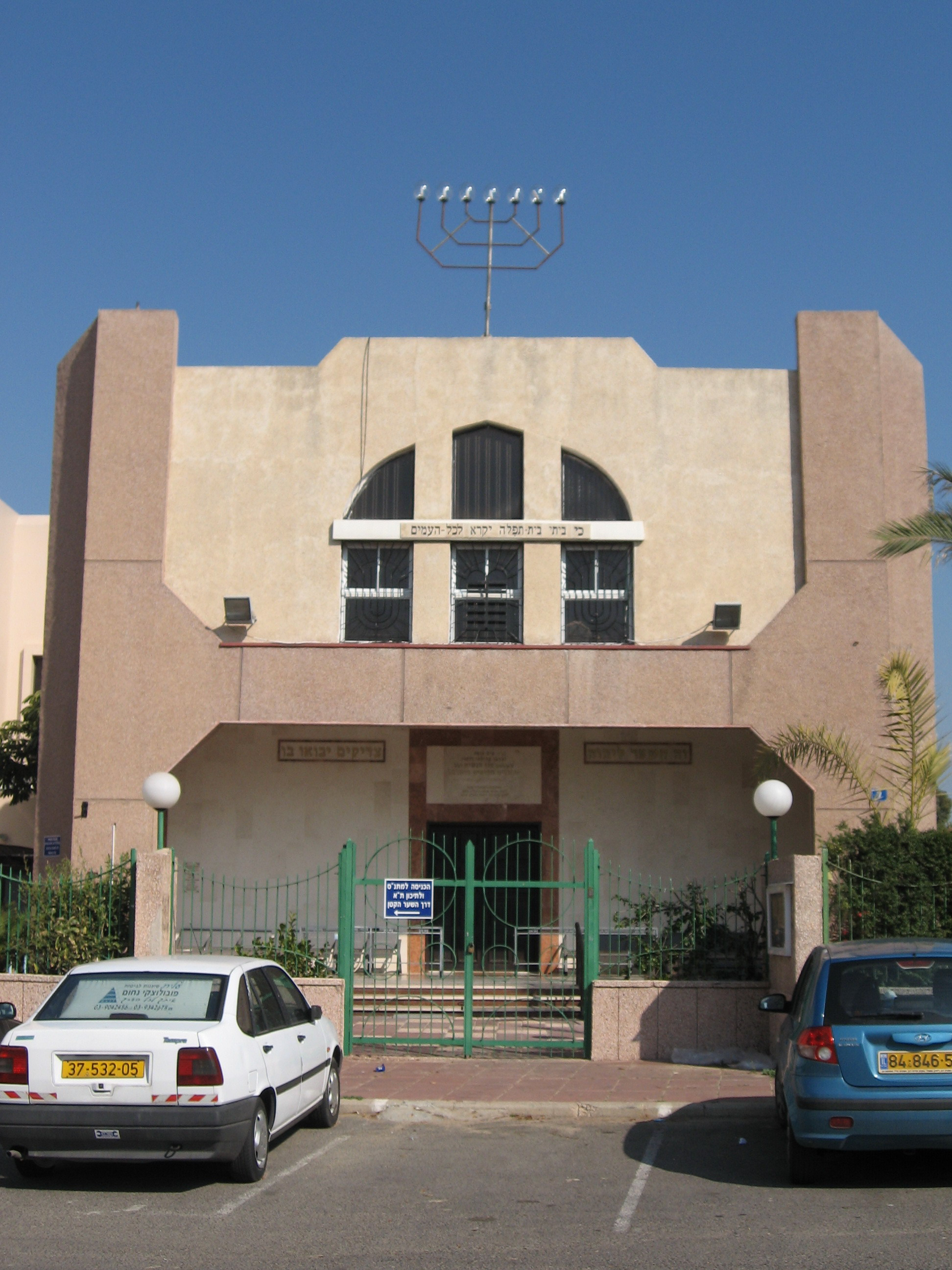
Karaita zsinagóga Ashdod-ban

Az 1950-es évek elején az izraeli főrabbi megállapította, hogy a karaitizmus terjedését sikertelenül próbálták meggátolni. Zsidóságuk elismeréséről hosszú vita volt Izraelben, végül is az ortodox rabbitanács annak ellenére is elismerte őket zsidónak, hogy ők maguk a rabbik joghatóságát nem ismerik el. Így a hazatérési törvény is vonatkozik rájuk.
A Universal Karaite Judaism szervezete irányítja a sejtek többségét, amelyben az egyiptomi hagyományok dominálnak.

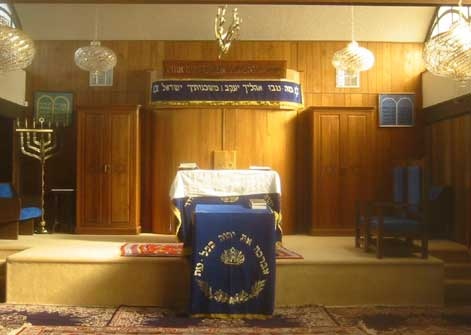
Bnei Yisrael

Amerikában körülbelül kétezer karaita él, legtöbbjük az egyetlen amerikai karaita zsinagóga, a Bné Jiszráél (zsinagóga) közelében Kalifornia államban. Lengyelországban 250 fős közösséget alkotnak, az isztambuli 50 fős közösség még ma is találkozik a város európai részén található karaita zsinagógában, a Kahal ha-Kádós be-Sukrá bné Mikrá-ban, a város ezen részét „Karaköy”-nek, azaz „karaiták falvá”-nak becézik.

## Karaita írások
A karaitizmus sok könyvet, kommentárt és vitairatot hagyott ránk. A legismertebb kommentár a Isaac Troki által írt „Chizzúk emúná” (חיזוק אמונה, Hit-erősítő). Híres a keresztény-ellenes Ignea Tela Satanae (A Sátán tüzes nyilai) is - a kereszténység ellen szóló mai hitvédő írásaik is mind ezen a könyvön alapulnak. Abraham Ibn Ezra is gyakran idézi a karaita írókat, különösen Jefet ben Alit. Írás-kutatásaik eredményeit ma is gyakran publikálják.

## Kritikák

### Rabbinikus vélemények
A judaizmus fővonala szerint – például Maimonidész – a szóbeli törvények elutasítói eretnekek. Maimonidész nem gondolja, hogy meg kellene büntetni őket, hiszen a szüleiktől örökölték ezeket a nézeteket és a környezetük nyomására fogadják el a test kívánságát (Hilchót Mamrim 3:3).

### Karaitaüldüzés Spanyolországban
- Spanish-Jewish Chronology
- WJC Report July/August 1994